# Roberto Soriano
Roberto Soriano (Darmstadt, 8 de fevereiro de 1991), é um futebolista italiano  que atua como meia. Atualmente, joga pelo Bologna.

## Clubes
Soriano nasceu na cidade alemã de Darmstadt. Sua família é de Sperone, província de Avellino, Itália. Ele começou sua carreira no Bayern de Munique, depois de ser descoberto por olheiros em 2007.

### Sampdoria
Em 2 de fevereiro de 2009, mudou-se para o clube italiano Sampdoria, numa transação cujo valor não foi revelado. Soriano entrou imediatamente para o time principal. Em 20 de agosto de 2012, marcou o gol que deu o título de campeão do Troféu Joan Gamper para o seu time. 

### Empoli
Em junho de 2010, o jogador foi emprestado ao Empoli e fez sua estréia no clube em 15 de agosto de 2010, em um amistoso contra o Reggiana. Foi substituído por Gianluca Musacci durante o segundo tempo, e o Empoli acabou vencendo a partida por 4-1. Ele fez sua estréia na Serie B na primeira partida do Empoli na temporada, jogando como meia, juntamente com Davide Moro. Foi substituído por Mirko Valdifiori, aos 26 minutos do segundo tempo. Esse jogo terminou em 1-1 contra o Frosinone. No entanto, o Empoli venceria a partida fora de casa, por 3-2. Soriano, tendo perdido a posição de titular, na outra partida, para Gianluca Musacci, voltou a ser titular na décima rodada da Serie B. Em 11 de dezembro, ele marcou seu primeiro gol na Serie B, no jogo contra o Portogruaro.